# Mr. Wonderful (album de Fleetwood Mac)
Pour les articles homonymes, voir Mr. Wonderful.
Albums de Fleetwood Mac
Fleetwood Mac
(1968) The Pious Bird of Good Omen
(1969)
Mr. Wonderful est le deuxième album studio du groupe de blues rock britannique Fleetwood Mac, sorti le 23 août 1968. À noter la présence au piano de Christine McVie, à titre d'invitée, qui ne jouait que sur les chansons composées par Peter Green. Cet album entièrement blues était globalement similaire à leur premier album, mais avec quelques changements de personnel, le bassiste Bob Brunning ayant cédé sa place à John McVie, et de méthode d'enregistrement. L'album a été enregistré en direct en studio avec des amplificateurs et un système de sonorisation, plutôt que branché directement sur la console. Une section de saxophones a été introduite, et Christine Anne Perfect de Chicken Shack apparaît aux claviers mais seulement à titre d'invitée. Aux États-Unis, l'album n'a pas été publié sous le titre de Mr. Wonderful, bien qu'environ la moitié des titres soient apparus sur la compilation English Rose.
Une version étendue de M. Wonderful a été incluse dans le coffret, The Complete Blue Horizon Sessions.
La chanson Lazy Poker Blues a été reprise par Status Quo sur leur album de 1971 Ma Kelly's Greasy Spoon.

## Titres

### Face 1
1. Stop Messin' Round (Clifford Adams, Peter Green) – 2:22
2. I've Lost My Baby (Jeremy Spencer) – 4:18
3. Rollin' Man (Adams, Green) – 2:54
4. Dust My Broom (Elmore James, Robert Johnson) – 2:54
5. Love That Burns (Adams, Green) – 5:04
6. Doctor Brown (J.T. Brown, W. Glasco) – 3:48

### Face 2
1. Need Your Love Tonight (Spencer) – 3:29
2. If You Be My Baby (Adams, Green) – 3:54
3. Evenin' Boogie (Spencer) – 2:42
4. Lazy Poker Blues (Adams, Green) – 2:37
5. Coming Home (James) – 2:41
6. Trying So Hard to Forget (Adams, Green) – 4:47

## Musiciens

### Fleetwood Mac
- Peter Green : chant, guitare, harmonica
- Jeremy Spencer : chant, guitare slide
- John McVie : basse
- Mick Fleetwood : batterie

### Musiciens supplémentaires
- Christine Perfect : claviers, piano, chant
- Duster Bennett : harmonica
- Steve Gregory : saxophone alto
- Dave Howard : saxophone alto
- Johnny Almond : saxophone ténor
- Roland Vaughan : saxophone ténor